# Pyrrhobryum paramattense
Pyrrhobryum paramattense là một loài rêu trong họ Rhizogoniaceae. Loài này được (Müll. Hal.) Manuel mô tả khoa học đầu tiên năm 1980.